# Harold Scott MacDonald Coxeter
Harold Scott MacDonald "Donald" Coxeter (9 de febrero de 1907 - 31 de marzo de 2003) es considerado como un importante geómetra del siglo XX. Nacido en Londres, trabajó la mayor parte de su vida en Canadá.
Educado en la Universidad de Cambridge, trabajó desde 1936 durante cerca de 60 años en la Universidad de Toronto publicando doce libros y más de 200 textos académicos. Su trabajo principal fue en geometría destacando en teoría de politopos, geometría no euclídea, teoría de grupos y combinatoria.
En 1997 recibió la medalla Sylvester de la Royal Society por sus aportaciones en geometría.

## Semblanza
En su juventud, Coxeter compuso música y fue un pianista consumado a la edad de 10 años. Sintió que la música y las matemáticas estaban íntimamente relacionadas, describiendo sus ideas en un artículo de 1962 sobre "Matemáticas y música" en el "Canadian Music Journal".
Accedió al Trinity College de la Universidad de Cambridge en 1926 como lector de matemáticas. Allí obtuvo su licenciatura (como Senior Wrangler) en 1928, y se doctoró en 1931. En 1932 visitó la Universidad de Princeton, en una estancia de un año financiada por la Fundación Rockefeller, donde trabajó con Hermann Weyl, Oswald Veblen y Solomon Lefschetz. Regresó al Trinity  por otro año, donde asistió a los seminarios de Ludwig Wittgenstein sobre filosofía de las matemáticas. En 1934 pasó un año más en Princeton como miembro de Procter.
En 1936, Coxeter se trasladó a la Universidad de Toronto. En 1938, junto con P. Du Val, H.T. Flather y John Flinders Petrie, publicó Los cincuenta y nueve icosaedros con la University of Toronto Press. En 1940, editó la undécima edición de "Mathematical Recreations and Essays", obra originalmente publicada por W. W. Rouse Ball en 1892. Nombrado professor en 1948, resultó elegido miembro de la Royal Society of Canada en 1948 y Miembro de la Royal Society en 1950.
Conoció a M. C. Escher en 1954 y los dos se hicieron amigos de por vida. Su trabajo sobre figuras geométricas ayudó a inspirar algunas de las obras de Escher, particularmente la serie Límite del círculo, basada en teselados hiperbólicos. También inspiró algunas de las innovaciones de Richard Buckminster Fuller. Coxeter, M. S. Longuet-Higgins y J. C. P. Miller fueron los primeros en publicar la lista de poliedros uniformes completa (1954).
Trabajó durante 60 años en el Universidad de Toronto y publicó doce libros.

## Premios
- Fue nombrado Miembro de la Royal Society en 1950, de la que recibió la Medalla Sylvester en 1997.[3]
- En 1973 recibió el Premio Jeffery-Williams.[3]
- Desde 1978, la Sociedad Matemática Canadiense ha entregado el Premio Coxeter-James en su honor.
- En 1990 se convirtió en miembro extranjero de la Academia Estadounidense de las Artes y las Ciencias[6] y en 1997 recibió el título de Companion de la Orden de Canadá.[7]

## Obra destacada
- 1942: Non-Euclidean Geometry (1st edition),[8] (2nd ed, 1947), (3rd ed, 1957), (4th ed, 1961), (5th ed, 1965), University of Toronto Press (6th ed, 1998), MAA.
- 1949: The Real Projective Plane[9]
- 1961: Introduction to Geometry[10][11]
- 1963: Regular Polytopes (2ª edición), Macmillan Company
- 1967: Geometry Revisited (con S. L. Greitzer)